# Decimo Passani

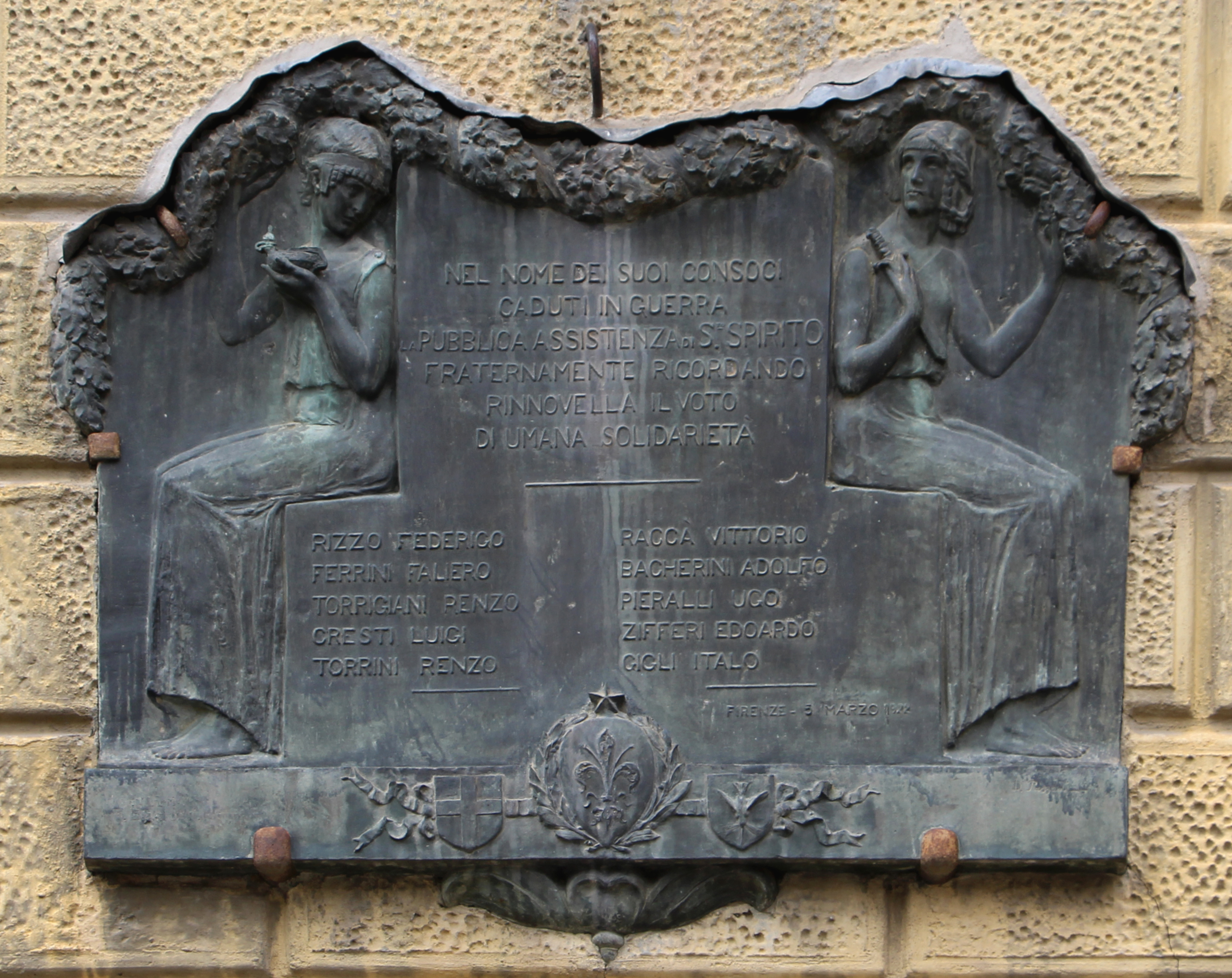
Monumento ai caduti di Firenze-Rione Santo Spirito

Decimo Passani, o Decio (Carrara, 21 agosto 1884 – Firenze, 30 ottobre 1952), è stato uno scultore italiano.

## Biografia
Fratello di Italo Amerigo Passani, fu scultore autodidatta, aiutato dal fratello maggiore che studiava all'Accademia di belle arti di Firenze. Grazie al clima favorevole ai giovani artisti nel primo quarantennio del Novecento, partecipò a numerose esposizioni con regolarità, dal 1907 al 1940. 
Fu autore del monumento ai caduti di Firenze-Santo Spirito, in piazza Santo Spirito e di numerosi monumenti e lapidi per i cimiteri fiorentini di Trespiano e delle Porte Sante.